# Зодијак
Зодијак (од грчке речи зодион (грч. ζῴδιον [] — „животињски круг”)) представља замишљени појас или прстен на небеској сфери у коме се налазе 13 сазвежђа: Ован, Бик, Близанци, Рак, Лав, Девица, Вага, Змијоноша, Шкорпија, Стрелац, Јарац, Водолија и Рибе. Простире се 8—9° лучних степени северно и јужно од еклиптике, путање по којој Сунце врши своје привидно годишње кретање. Сунце проводи различито време у сваком од ових 13 сазвежђа током године. Традиционално (у астрологији) су у употреби 12 сазвежђа зодијака (свако тачно по 30° круга), без сазвежђа Змијоноше (мада се оно чак и у Алмагесту спомиње као зодијачко). Данас се услед прецесије време обитавања Сунца у једном зодијачком сазвежђу не поклапа са периодом трајања зодијачког знака у астрологији (разлика је око месец дана). Зодијак и зодијачки знаци су познати још од 2400. године пре нове ере, код Египћана. Некада су служили за одређивање календара, а затим су употребљавани у сврхе врачања и прављења хороскопа.
Проширени зодијак су сва сазвежђа у којима могу да се нађу Сунце, планете и Месец и има више од 20 оваквих сазвежђа.
Ови астролошки знаци формирају небески координатни систем, или тачније координатни систем еклиптике, који узима еклиптику као исходиште географске ширине, а положај Сунца у пролећној равнодневици као почетак небеске лонгитуде.

## Име
Реч зодијак потиче од zōdiacus, латинизованог облика старогрчког zōidiakòs kýklos (ζῳδιακός κύκλος), што значи „циклус или круг малих животиња“. Зоидион (ζῴδιον) је деминутив од зоион (ζῷον, „животиња”). Име одражава истакнутост животиња (и митолошких хибрида) међу дванаест знакова.

## Употреба
Зодијак је био у употреби у римско доба, заснован на концептима које је хеленистичка астрономија наследила од вавилонске астрономије из халдејског периода (средина 1. миленијума пре нове ере), која је, заузврат, изведена из ранијег система листа звезда дуж еклиптике. Конструкција зодијака је описана у Птоломејевом опсежном делу из 2. века нове ере, Алмагест.
Иако зодијак остаје основа еклиптичког координатног система у употреби у астрономији поред екваторијалног, термин и називи дванаест знакова данас се углавном повезују са хороскопском астрологијом. Термин „зодијак” се такође може односити на област небеске сфере која обухвата путање планета које одговарају појасу од око 8 лучних степени изнад и испод еклиптике. Зодијак дате планете је трака која садржи путању тог одређеног тела; на пример, „Месечев зодијак“ је појас од 5° изнад и испод еклиптике. У продужетку, „зодијак комета” може се односити на опсег који обухвата већину краткопериодичних комета.

## Историја

### Рана историја
Још у 14. веку пре нове ере потпуна листа од 36 египатских декана је стављена међу хијероглифе које су украшавали гробницу Сетија I; они су поново присутни у храму Рамзеса II, и карактеришу сваки египатски астролошки споменик. Оба позната зодијака Дендере показују своје симболе, које је непогрешиво идентификовао Карл Ричард Лепсиус.
Подела еклиптике на зодијачке знакове потиче из вавилонске астрономије током прве половине 1. миленијума пне. Зодијак се ослања на звезде из ранијих вавилонских звезданих каталога, као што је каталог МУЛ.АПИН, који је састављен око 1000. године п. н. е. Нека сазвежђа се могу пратити чак и даље уназад, до извора из бронзаног доба (Прва вавилонска династија), укључујући Близанце, из МАШ.ТАБ.БА.ГАЛ.ГАЛ „Велики близанци“ и Рака, из АЛ.ЛУЛ, између осталих.
Крајем 5. века п. н. е, вавилонски астрономи су поделили еклиптику на 12 једнаких „знакова“, по аналогији са 12 шематских месеци од по 30 дана. Сваки знак је садржао 30° небеске географске дужине, стварајући тако први познати небески координатни систем. Према прорачунима модерне астрофизике, зодијак је уведен између 409. и 398. п. н. е. и вероватно у року од неколико година од 401. п. н. е. За разлику од савремених астролога, који почетак знака Овна стављају на место Сунца у пролећној равнодневици, вавилонски астрономи су фиксирали зодијак у односу на звезде, стављајући почетак Рака на „Задњу звезду близанку“ (β Геминорум) и почетак Водолије на „Задњој звезди козе-рибе“ (δ Јарац).
Због прецесије равнодневица, годишње доба Сунца у датом сазвежђу се променило од вавилонских времена, тачка пролећне равнодневице се померила из Овна у Рибе.
Пошто је подела направљена на једнаке лукове, сваки по 30°, они су чинили идеалан референтни систем за предвиђање географске дужине планете. Међутим, вавилонске технике опсервационих мерења биле су у рудиментарној фази еволуције. Они су измерили положај планете у односу на скуп „нормалних звезда“ близу еклиптике (±9° географске ширине) као референтне тачке за посматрање како би помогли у позиционирању планете унутар овог еклиптичког координатног система.
У Вавилонским астрономским дневницима, позиција планете је генерално дата само у односу на зодијачки знак, ређе у одређеним степенима унутар знака. Када су дати степени географске дужине, они су изражени у односу на 30° зодијачког знака, то јест, не у односу на непрекидну еклиптику од 360°. У астрономским ефемеридама, положаји значајних астрономских феномена су израчунати у сексагезималним деловима степена (еквивалентним лучним минутама и секундама). За дневне ефемериде, дневни положаји планете нису били толико важни као астролошки значајни датуми када је планета прелазила из једног зодијачког знака у други.